# Blumroth
Blumroth ist ein Ortsteil von Welver im Kreis Soest. Der Ortsteil hat 48 Einwohner (Stand 31. Dezember 2024). Bis zur Eingemeindung am 1. Juli 1969 war Blumroth mit seinen 650 Morgen (162,5 Hektar) die flächenmäßig kleinste Gemeinde des Landkreises.
Das sehr landwirtschaftlich geprägte Dorf hat seinen Namen vermutlich von einem der ansässigen Höfe, dem Blumerhof, die Endung -roth steht für Rodung.